# Darío Osorio
Darío Esteban Osorio Osorio (ur. 24 stycznia 2004 w Hijuelas) – chilijski piłkarz występujący na pozycji skrzydłowego, reprezentant Chile, od 2023 roku zawodnik duńskiego Midtjylland.